# Friedrich Wilhelm Riese
Friedrich Wilhelm Riese, född omkring 1805 i Berlin, död 15 november 1879 i Neapel i Italien, var en tysk librettist.